# Spilichneumon superbus
Spilichneumon superbus är en stekelart som först beskrevs av Léon Abel Provancher 1886.  Spilichneumon superbus ingår i släktet Spilichneumon och familjen brokparasitsteklar. Inga underarter finns listade i Catalogue of Life.